# Edita Šujanová
Edita Šujanová (23 de maio de 1985) é uma basquetebolista profissional checa.

## Carreira
Edita Šujanová integrou a Seleção Checa de Basquetebol Feminino, em Pequim 2008, que terminou na sétima colocação.